# Parque del Tamarguillo
El parque del Tamarguillo se encuentra en el distrito Este-Alcosa-Torreblanca de Sevilla (Andalucía, España). Por él pasan los arroyos del Tamarguillo y Ranillas. Fue finalizado en 2010.

## Características
Es un paraje fluvial de trazado longitudinal que se encuentra en la cabecera de dos históricos arroyos de Sevilla: el único tramo naturalizado del Tamarguillo, que le da nombre, y el antiguo cauce del arroyo Ranillas, que aún conserva los meandros a través de su llanura de inundación. La gran extensión, en torno a 96 hectáreas, y la zona privilegiada donde se asienta, en la periferia de la ciudad junto al aeropuerto de San Pablo, le proporcionan grandes ventajas para la atracción de las aves. Frente a la variedad de unidades ambientales que se ofrecen a lo largo del parque, incluyendo espacios abiertos y reforestaciones de plantas propias de la región (encinas, alcornoques o algarrobos), además de pinares y eucaliptales, el Tamarguillo preserva especies autóctonas bien distribuidas y un humedal de características singulares con un conjunto de láminas de agua que, en total, ocupa alrededor de 15 hectáreas. Aparece de forma silvestre el palmito, una de las dos palmeras autóctonas que se conservan en Europa y la única endémica de la península, la encina o el olivo silvestre (Olea europaea var. silvestris), así como un amplio estrato arbustivo de tomillo, romero, retama, mirto, torvisco, lavanda, numerosas especies de jaras y otras especies singulares (como el roble) que por su edad, porte e importancia dentro de la ciudad merecen ser protegidas. El área dominada por el cortijo de San Ildefonso y repoblada desde la década de los años treinta, conserva olivos silvestres y encinas centenarias junto a una vieja acequia que aún es posible contemplar cerca de la zona de juegos. Antiguamente rodeada de olmos silvestres, se trataba del último reducto del bosque original.
En cuanto a la fauna, son frecuentes especies como el chotacabras cuellirrojo, el pito real o la garza real, además de rapaces diurnas, como cernícalos vulgares y primillas, águilas calzadas, busardos ratoneros y el gavilán común, y nocturnas, mochuelos, cárabos y lechuzas, entre otras. Existen otros vertebrados típicamente asociados a ambientes palustres: peces como el barbo, aves como el martinete común, la focha común, la cigüeñuela y el ánade real así como reptiles y anfibios, como el lagarto ocelado, eslizón ibérico, eslizón tridáctilo ibérico, el galápago leproso, el sapillo pintojo, la ranita meridional o el sapo corredor, lo que convierte al parque en un importante reducto para la biodiversidad urbana y hábitat de especies protegidas y endémicas de esta región.

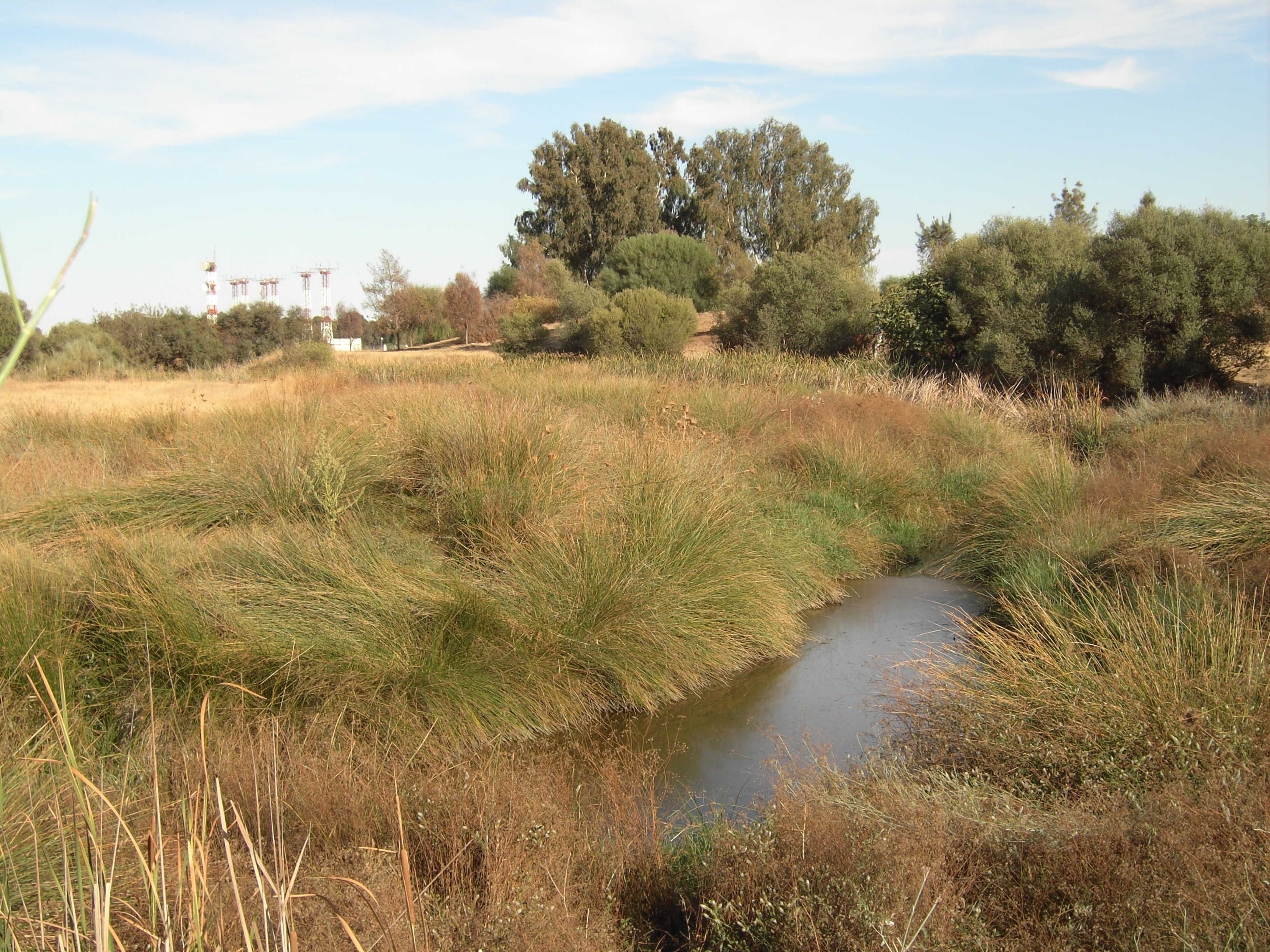
Vista del cauce natural del arroyo de la Ranilla durante el invierno en el parque del Tamarguillo

Debido al escaso número de áreas naturales en la periferia de la ciudad (menor del 1%), la importancia geográfica de este espacio reside en que constituye un elemento clave para mantener la conectividad paisajística, tanto a nivel transversal como longitudinal, haciendo posible el tránsito de especies a través del mismo. Desde un punto de vista ecogeográfico, el arroyo de la Ranilla conecta al este con el parque Infanta Elena, mientras que el Tamarguillo supone un eje fundamental en la red de espacios libres de Sevilla, algunos de ellos incluidos en la Red Natura 2000: el parque de Miraflores, la parque de San Jerónimo, el parque del Alamillo, el enclave denominado Isla de Tercia y la ribera del río Guadalquivir, punto de su desembocadura y Lugar de Importancia Comunitaria.

## Orígenes
Sobre la base de excavaciones, estudios paleobotánicos y a partir de los diferentes estadios de sucesión ecológica es posible reconstruir el pasado y determinar la riqueza de la zona que permitió el asentamiento de numerosos pueblos desde la prehistoria. Como revelan los estudios arqueológicos, el yacimiento más importante data de época hispanorromana y corresponde a una villa próxima a la Vía Augusta. Aprovechando los recursos naturales que ofrecen las márgenes del arroyo, se dio un asentamiento estable, planificado y consolidado en el tiempo que, además, presenta un buen estado de conservación como constatan los múltiples registros arqueológicos.
Los acuerdos hispano-americanos (pactos de Madrid), incluyeron la instalación en el año 1957 de la base militar de aprovisionamiento de San Pablo que, tras su abandono, posibilitó el uso de una zona de juegos y barbacoas en la zona de los eucaliptos, con campos de rugby, béisbol y un fuerte de madera infantil con tipis indios. El interior del Parque albergaba, además del Cortijo de San Ildefonso, el adyacente edificio CLIMA (Centro Local de Iniciativas Medioambientales)y el único camping de Sevilla. En el Plan General de Ordenación Urbana de Sevilla (PGOU) de 1987, los suelos que actualmente ocupa el Parque aparecen como espacios libres: V4, zona verde de carácter campestre y V3, zona de ocio y esparcimiento compatible con actividades culturales, usos recreativos al aire libre, etc. Tras las pruebas del monorrail de la Exposición Universal de Sevilla de 1992 realizadas en la zona forestal mejor conservada de estos suelos (donde antiguamente se encontraba la zona de juegos y barbacoas), la eliminación del vallado perimetral convirtió el pinar en un vertedero ilegal de residuos sólidos urbanos. 
En el año 1997 se inicia la redacción del Plan Especial del Parque a instancias del grupo político IU-Los Verdes del Ayuntamiento de Sevilla. La Movida Pro-Parque del Tamarguilo influyó decisivamente en la creación del futuro Parque Fluvial de la cabecera del arroyo Tamarguillo. Mediante reuniones con las autoridades, movilizaciones, conciertos, exposiciones y múltiples actividades públicas se dieron los trámites admistrativos necesarios para hacer realidad el parque más de veinte años después.

## Usos
El Parque cuenta con amplios caminos de tierra que permiten la práctica del ciclismo y del running así como una carrera popular que va por su decimoprimera edición, realizada con frecuencia anual y organizada por el Club de Atletismo "Los Lentos". Asimismo, aunque no está permitido hacer fuego, hay zonas de merenderos con bancos de madera. Se puede aparcar el coche con facilidad en el amplio arcén que linda con la avda. de Séneca que bordea el norte de Parque Alcosa.  
Aunque el crecimiento periurbano había convertido los terrenos en escombreras y vertederos incontrolados desde prácticamente la construcción de los primeros núcleos urbanos (Parque Alcosa), la restauración ambiental perseguida por la lucha ciudadana, con ayuda de los fondos europeos FEDER (Fondo Europeo de Desarrollo Regional) y POMAL con participación de los Presupuestos Participativos del Ayuntamiento de Sevilla, ha permitido que en el Parque se lleven a cabo actividades vecinales como conciertos, huertos urbanos y talleres (Aula de la naturaleza), itinerarios botánicos y ornitológicos, etc. También este parque ha sido testigo de la Romería de Torreblanca hasta la actualidad, precisamente donde estuvo asentada la primera zona de juegos americana. El PGOU vigente desde 2006 incluye, además, el Pinar de Ranillas, adyacente al Parque en la red de espacios libres. No obstante, ninguna de las normativas urbanísticas de Sevilla ha detenido el deterioro y el avance inexorable de las urbanizaciones en el extrarradio de la ciudad, afectando hoy día al uso que se hace de estos terrenos. 

## Futuro
En 2008 se aprobó en el PGOU el trazado de una nueva Ronda Urbana SE-35 que circulará por esta zona atravesando longitudinalmente el parque y frente a la que hubo una gran movilización social. La obra afectaría a los yacimientos arqueológicos, a los diversos hábitats singulares y al uso que se hace del parque de manera considerable. Este parque, dada su ubicación, se encuentra dentro del Anillo Verde de Este, como se comienza a denominar entre la población, y para el que se ha creado una plataforma ciudadana: "Plataforma SAVE!". El Anillo consiste en un corredor verde que daría continuidad a los parques de Torreblanca, Tamarguillo e Infanta Elena por una red de carriles bici y senderos peatonales.